# Coleco ADAM
Coleco ADAM (ADAM) је кућни рачунар, производ фирме Coleco који је почео да се израђује у САД током 1983. године.
Користио је Zilog Z80 A као централни микропроцесор а RAM меморија рачунара ADAM је имала капацитет од 64 kb, прошириво до 144 kb. 
Као оперативни систем кориштен је EOS (Elementary Operating System) / OS-7.

## Детаљни подаци
Детаљнији подаци о рачунару ADAM су дати у табели испод.
|                       | |
| [ 1 ]                 | |
| Произвођач            | |
| Тип                   | кућни рачунар |
| Меморија              | 64 (25 доступно са Smart Basic-ом), прошириво до 144                                                                                              |
| Поријекло             | Сједињене Америчке Државе |
| Година                | 1983 |
| Тастатура             | тастатура са пуним помаком тастера са одвојеним тастерима смјера, 10 командних тастера и 6 програмибилних функцијских тастера. 75 тастера укупно. |
| Процесор              | |
| Фреквенција процесора | 4 |
| RAM                   | 64 (25 доступно са Smart Basic-ом), прошириво до 144                                                                                              |
| ROM                   | 32 |
| Текст                 | 40 x 24 / 36 x 24 |
| Графика               | 256 x 192 |
| Боја                  | 16 |
| Звук                  | 3 гласа, 5 октава |
| Димензије             | 45 (ширина) x 49,8 (дубина) x 11 (висина) |
| Портови               | |
| Оперативни систем     | |